# 3936 Elst
3936 Elst è un asteroide della fascia principale. Scoperto nel 1977, presenta un'orbita caratterizzata da un semiasse maggiore pari a 2,4278127 au e da un'eccentricità di 0,1287488, inclinata di 5,64690° rispetto all'eclittica.
L'asteroide è dedicato all'astronomo belga Eric Walter Elst.